# Samuel Camazzola
Samuel Almeida Camazzola (Caxias do Sul, 30 agosto 1982) è un ex calciatore brasiliano, di ruolo centrocampista.

## Carriera

### Club
Camazzola cominciò la carriera con la maglia della Juventude, per avere le prime esperienze europee con gli scozzesi degli Hearts e i francesi dello Châteauroux, in entrambi i casi con la formula del prestito. Passò poi ai norvegesi del Sandefjord, club militante in Adeccoligaen. Debuttò in squadra il 20 aprile 2008, sostituendo Tommy Stenersen nella sconfitta per 3-1 sul campo del Moss. Il 21 maggio segnò la prima rete in campionato, contribuendo al successo per 2-1 sul Sogndal. A fine stagione, il club centrò la promozione nella Tippeligaen.
Il brasiliano esordì nella massima divisione norvegese il 22 marzo 2009, sostituendo Ørjan Røyrane nella sconfitta per 2-0 sul campo dell'Odd Grenland. Passò successivamente in prestito all'Esportivo. Camazzola fu in seguito ceduto, a titolo definitivo, ai bulgari dello Černo More Varna.